# Chaoborus cooki
Chaoborus cooki är en tvåvingeart som beskrevs av Ole Anton Saether 1970. Chaoborus cooki ingår i släktet Chaoborus och familjen tofsmyggor. Inga underarter finns listade i Catalogue of Life.